# Олексіївська сільська рада (Сумський район)
Олексі́ївська сільська́ ра́да — колишній орган місцевого самоврядування в Сумському районі Сумської області. Адміністративний центр — село Олексіївка.

## Загальні відомості
- Населення ради: 915 осіб (станом на 2001 рік)

## Населені пункти
Сільській раді підпорядковані населені пункти:
- с. Олексіївка
- с. Андріївка
- с. Володимирівка
- с. Новомиколаївка

## Склад ради
Рада складається з 12 депутатів та голови.
- Голова ради: Орлова Тетяна Вікторівна
- Секретар ради: Мельник Ірина Миколаївна

### Керівний склад попередніх скликань
| Прізвище, ім'я, по батькові     | Основні відомості                                                          | Дата обрання | Дата звільнення |
| ------------------------------- | -------------------------------------------------------------------------- | ------------ | --------------- |
| Садовський Олександр Васильович | Сільський голова, 1948 року народження, член Соціалістичної партії України | 26.03.2006   | 31.10.2009      |
| Орлова Тетяна Вікторівна        | Сільський голова, 1976 року народження, освіта вища, позапартійна          | 20.06.2010   | 31.10.2010      |
| Орлова Тетяна Вікторівна        | Сільський голова, 1976 року народження, освіта вища, член Партії регіонів  | 31.10.2010   |                 |

Примітка: таблиця складена за даними сайту Верховної Ради України